# Marjory Stoneman Douglas
Marjory Stoneman Douglas (Minneapolis, 7 april 1890 – Coconut Grove, 14 mei 1998) was een Amerikaans journaliste, schrijfster, feministe en milieuactiviste.
Na een opleiding aan Wellesley College verhuisde Douglas als jonge vrouw naar Miami (Florida), waar ze aan de slag ging als schrijver voor The Miami Herald, maar ook als schrijver van populaire kortverhalen. In 1947 verscheen haar non-fictieboek The Everglades: River of Grass, waarin ze een lans brak voor de Everglades, een natuurgebied dat door velen gezien werd als een waardeloos moeras. De impact van dat boek is vaak vergeleken met die van Rachel Carsons Silent Spring (1962). Haar voortdurende activisme, tot in haar laatste levensjaren, leverde Douglas de bijnaam Grande Dame of the Everglades op. Ze won verschillende prijzen, waaronder de Presidential Medal of Freedom in 1993. Douglas stierf in 1998 op 108-jarige leeftijd.